# Енергосистема

Фізичні компоненти загальної енергетичної системи, що постачає паливо та електроенергію (але не центральне тепло) кінцевим споживачам

Енергосистема — сукупність електроенергетичних пристроїв та обладнання, які працюють у взаємно-узгодженому режимі та призначені для виробництва, передачі, розподілу, перетворення і споживання електричної та теплової енергії.
Залежно від рівня підпорядкування енергосистеми поділяються на державні, районні тощо, залежно від наявності з'єднань з іншими енергосистемами — ізольовані та об'єднані. Сукупність енергосистем називають об'єднаною енергосистемою.